# Giovan Leonardo Primavera
Giovan Leonardo Primavera (Barletta, 1540 – ...) è stato un poeta e compositore italiano.

## Biografia
Nell'arco della su vita si dedicò principalmente a  madrigali e napolitane a tre voci (canzoni secolari, di carattere leggero, in dialetto napoletano), basate essenzialmente su testi di poeti come Francesco Petrarca,  Jacopo Sannazaro e Luigi Tansillo.
La sua opera più famosa è senz'altro il madrigale "Nasce la gioja mia", in seguito ampiamente rielaborata da Giovanni Pierluigi da Palestrina.  Fu amico del compositore Carlo Gesualdo, al quale dedicò il suo ultimo libro di madrigali pubblicato nel 1585. Non sono giunte a noi informazioni su Primavera successive a quest'ultima raccolta, ragion per cui anno e luogo di morte sono ignoti.